# MILW-Klassen EP-1, EF-1, EF-2, EF-3 und EF-5
Die Klassen EP-1 und EF-1 waren 42 Elektrolokomotiven der Chicago, Milwaukee, St. Paul and Pacific Railroad (Milwaukee Road) im Boxcab-Design, die von Alco ab 1915 gebaut wurden. Die elektrischen Komponenten stammten von General Electric. Die Lokomotiven bestanden aus zwei mit „A“ und „B“ bezeichneten Halbeinheiten, die beständig miteinander zu Doppellokomotiven verbunden waren. Später wurden die Fahrzeuge umgebaut und zu größeren Einheiten zusammengefügt, wodurch die Klassen EF-2, EF-3 und EF-5 entstanden. Die Konstruktion erwies sich als erfolgreich und konnte bei verringerten Kosten und beschleunigten Fahrplänen eine große Zahl von Dampflokomotiven ersetzen.

## Technik
Die Lokomotiven wurden mit einer Vielfachsteuerung ausgerüstet und konnten somit in Mehrfachtraktion von einem Führerstand aus bedient werden. Später wurden sie mit einem von einem Konstrukteur der Milwaukee Road entwickelten System ausgestattet, das auch die Kontrolle von in den Zug eingebundenen dieselelektrischen Lokomotiven erlaubte. Da allerdings die neueren und zu dem Zeitpunkt weniger verbrauchten Little Joes ebenfalls mit dieser Vielfachsteuerung ausgerüstet worden waren, kamen die Boxcabs nur noch selten in solche Dienste.
Die Höchstgeschwindigkeit einer EF-1 lag bei 35 Meilen pro Stunde (56 km/h). Höhere Geschwindigkeiten führten zu starken Überlastungen in den Fahrmotoren. Im Rahmen des Modernisierungsprogrammes in den 1950er Jahren wurde die Höchstgeschwindigkeit auf 45 Meilen pro Stunde (72 km/h) angehoben, um die Einhaltung der Güterzugfahrpläne zu verbessern.
Die Bo+Bo-Drehgestelle waren über komplexe Kugelgelenke und die Rahmen über eine Kuppelstange miteinander verbunden. An den Laufachsendrehgestellen war ein massiver Schneepflug angebracht.

## Umbauten

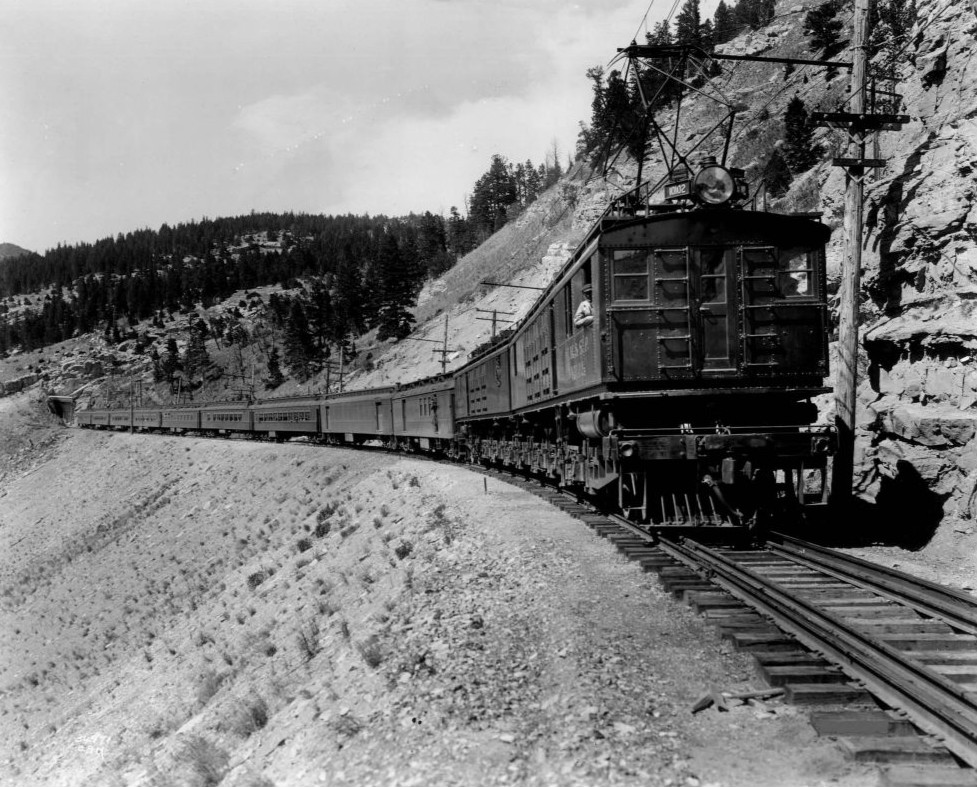
EF-1 mit dem Olympian in den Bergen Montanas (1925)

Zunächst wurden 30 Doppellokomotiven für den Güterzugdienst als EF-1 eingereiht und unter den Nummern 10200 bis 10229 geführt. Die übrigen zwölf Loks waren mit einem Übersetzungsgetriebe für höhere Geschwindigkeiten sowie einem ölgefeuerten Zugheizkessel versehen und als Personenzuglok-Klasse EP-1 unter den Nummern 10100 bis 10111 gelistet. Mit dem Einsatz neuerer Personenzuglokomotiven wurden sie 1919 in EF-1-Güterzuglokomotiven umgebaut und erhielten die Nummern 10230 bis 10241.
Mit steigendem Zuggewicht wurden in den 1930er Jahren jeweils drei Halbeinheiten zu dreifachen Lokomotiven zusammengefügt und als EF-2 eingereiht. Es entstanden insgesamt zwölf neue Einheiten, die unter den Betriebsnummern 10500 bis 10511 ACB gelistet wurden. Da bei den mittleren Einheiten die Führerstände nicht mehr benötigt wurden, wurden einige mitsamt den Rahmenverlängerungen ausgebaut. Durch diese Umbauten entstand die Klasse EF-3, die 23,6 t weniger als die Klasse EF-2 wog. Später entstanden weitere EF-2-Einheiten ohne die Modifikation zur EF-3. Mit der Umnummerierung 1939 wurden die EF-3 in E25 bis E36 und die EF-1 in E50 bis E73 umgezeichnet.
1951 wurden fünf Vierer-Einheiten geschaffen und als EF-5 klassifiziert. Bis 1961 erhöhte sich die Zahl dieser Einheiten auf zehn. Beim Umbau zu den EF-2 war eine einzelne Halblokomotive überschüssig. Diese Maschine wurde als schwere Rangierlokomotive ES-3 umgezeichnet.
Um die in die Jahre gekommenen Bi-Polars im Personenzugdienst zu unterstützen, wurden 1950 zwei EF-1-Lokomotiven wieder in Reisezuglokomotiven der Klasse EP-1A umgebaut und als E22 A/B und E23 A/B nummeriert. Während des Umbauprozesses erhielten sie Dampfgeneratoren, Untergestelle von den abgebrochenen F7-Hudsons und Übersetzungsgetriebe für hohe Geschwindigkeiten. Die E22 erhielt eine stromlinienförmige Stirnfront. Das Farbschema blieb zunächst unverändert, später wurden die Loks in das Farbschema der Union Pacific mit gelbem Grund, grauen Dächern und roten Streifen umlackiert. Nach dem Umbau konnte diese Lokomotive 4500 PS entwickeln. Sie blieb bis März 1961 für den Reisezugverkehr im Dienst und wurde mit der Einstellung des Olympian Hiawathas wieder dem Güterverkehr zugeteilt. In diesem Dienst wurde sie 1968 abgestellt und 1973 zerlegt.

## Verbleib

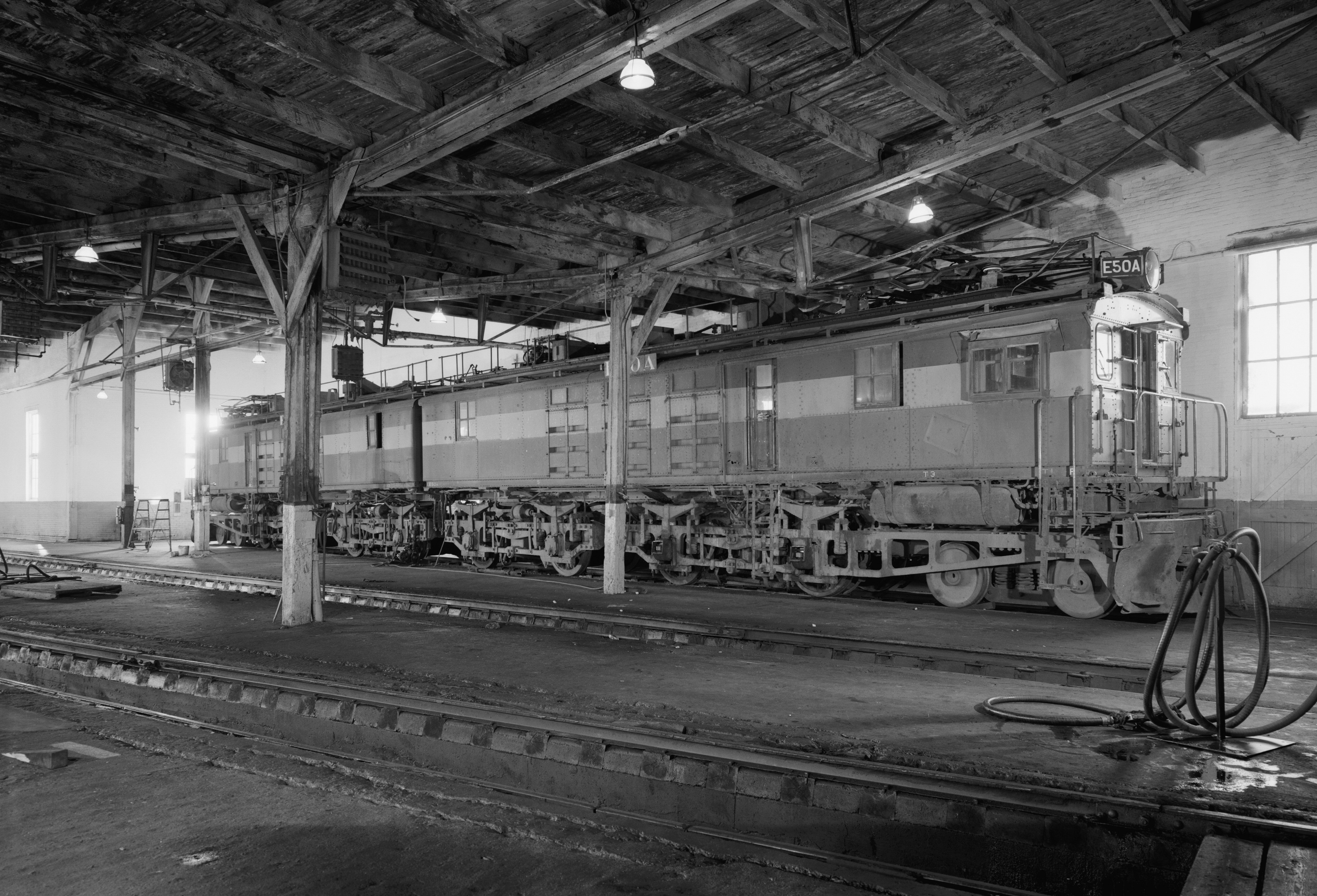
EF-1 E50 (Oktober 1974)

Die Fahrzeugflotte blieb bis 1951 vollständig, als die beiden EF-1-Doppelloks E51 A/B und E68 A/B ausgemustert wurden. Zwei Einheiten der Klasse EF-2 wurden 1954 ausgemustert, der Rest blieb bis in die Mitte der 1960er Jahre im Dienst, bis das hohe Alter seinen Tribut zollte. Zum Schluss wurden sie auf Verschleiß gefahren und ohne Umnummerierung beliebig untereinander ausgetauscht. Die meisten Maschinen wurden Ende 1973 außer Dienst gestellt, jedoch blieb die E57 B und ihre zugehörige frühere C-Mittellok bis Juni 1974 in Harlowton dem Rangierdienst erhalten. Die Einheit E 50 A/B, die erste als 10200 A/B in Dienst gestellte Lok, ist im Lake Superior Railroad Museum in Duluth (Minnesota) erhalten geblieben. Die E57 B, ursprünglich 10211 B, ist in Harlowton aufgestellt.